# Le Sosie
 (octobre 2023).
Si vous disposez d'ouvrages ou d'articles de référence ou si vous connaissez des sites web de qualité traitant du thème abordé ici, merci de compléter l'article en donnant les références utiles à sa vérifiabilité et en les liant à la section « Notes et références ».
Le Sosie est la vingt-quatrième histoire de la série Le Scrameustache de Gos et Walt. Elle est publiée pour la première fois du no 2696 au no 2705 du journal Spirou, puis en album en 1990.

## Synopsis et personnages
Khéna et le Scrameustache viennent en aide à un astronef en perdition. Iridia, l'unique occupante provient d'une planète aux prises avec un conflit. Son frère est le sosie de Khéna.